# Kyle Kelly
Kyle Kelly (Northampton, 16 de octubre de 2005) es un futbolista británico, nacionalizado sancristobaleño, que juega en la demarcación de centrocampista para el Liverpool FC de la Premier League.

## Selección nacional
Hizo su debut con la selección absoluta de San Cristóbal y Nieves el 20 de marzo de 2024 contra San Marino en un partido amistoso que finalizó con un resultado de 1-3 a favor del combinado sancristobaleño tras el gol de Filippo Berardi para San Marino, y de Tyquan Terrell, Andre Burley y Harry Panayiotou para San Cristóbal y Nieves.

## Clubes
| Club         | País       | Año   | Partidos | Goles |
| ------------ | ---------- | ----- | -------- | ----- |
| Liverpool FC | Inglaterra | 2024- |          |       |